# District de Nkhata Bay
Nkhata Bay est un district du Malawi.

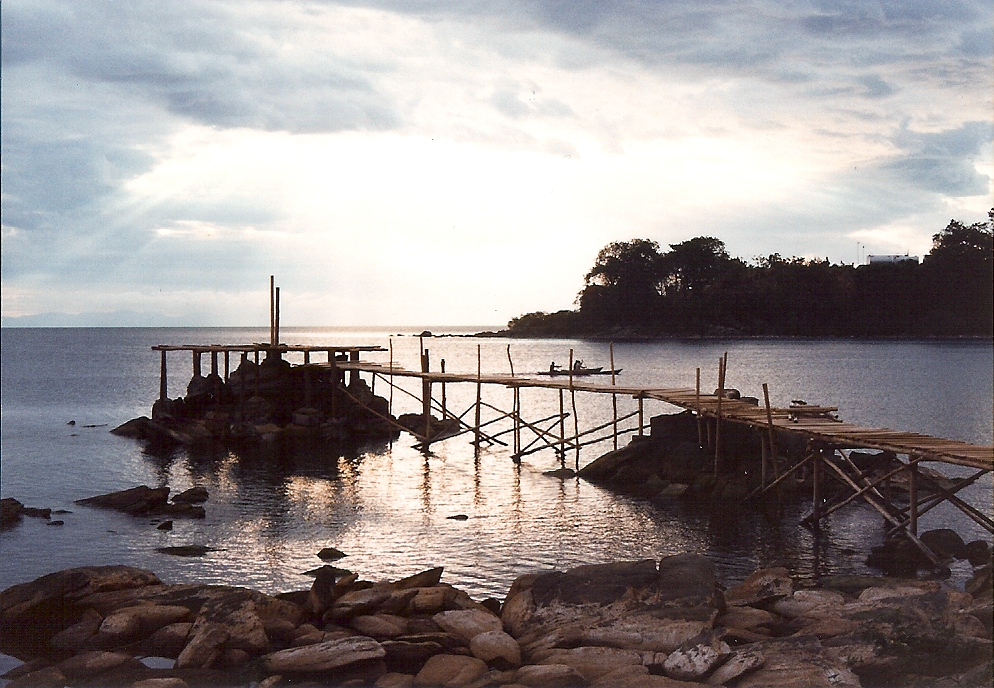
Lake Malawi at Nkhata Bay